# Black Canary
Black Canary è un personaggio dei fumetti creato da Robert Kanigher e Carmine Infantino nel 1947, pubblicato dalla DC Comics. Negli anni '70 e '80 il nome della supereroina veniva tradotto in italiano Canarino Nero.
È una supereroina apparsa per la prima volta su Flash Comics n. 86 (agosto 1947). La combinazione del suo sex-appeal (accentuato dalle sue calze a rete) con il suo coraggio e il suo ardimento in combattimento hanno fatto sì che spesso venga chiamata "la bomba bionda" ("The Blonde Bombshell").
La maxi-serie Crisi sulle Terre infinite del 1986, che ha riscritto la storia dell'Universo DC, ha separato il personaggio in due differenti incarnazioni: Dinah Drake Lance, basata sulle apparizioni Golden Age, e sua figlia (praticamente identica) Dinah Laurel Lance, basata sulle storie più recenti. I fumetti post-Crisis hanno stabilito che Dinah Drake Lance fa la fiorista di giorno e la vigilante di notte, facente parte della prima generazione di supereroi e della Justice Society of America.

## Biografia del personaggio

### Dinah Drake Lance
Dinah Drake debutta nell'agosto del 1947 nel numero 86 di Flash Comics, che ospitava le storie di Flash, Hawkman e Johnny Thunder, ed è proprio al fianco di quest'ultimo che fa la sua prima apparizione, dove nell'occasione si scontra con l'eroe, agendo apparentemente come una criminale. Alla fine della storia si scopre essere una vigilante che cercava di entrare sotto copertura nelle file di una gang per poi arrivare a sgominarla. 
Il personaggio di Black Canary, che all'epoca era semplicemente descritta come un'abile combattente senza alcun tipo di potere, ebbe così tanto successo che nel numero 92 ebbe una storia interamente dedicata a lei (sostituendo così Johnny Thunder sulla testata), dove venivano spiegate le sue origini. 
Sebbene fosse la figlia dell'ispettore di polizia Richard Drake, e nonostante fosse un'eccellente atleta e maestra di judo, da ragazza Dinah fu respinta dall'accademia di polizia di Gotham City solo perché donna. Divenne una fiorista, ma la notte combatteva il crimine nei panni dell'eroina Black Canary.
Per il proprio eroismo Black Canary venne ammessa nella Justice Society of America, e sposò il detective Larry Lance. Larry morirà in una battaglia contro il folle semidio Aquarius, salvando l'universo. Piena di tristezza, Dinah si trasferirà su Terra 1, dove si unirà alla Justice League of America. Fu militando nella Lega che presto Dinah conobbe il suo più grande amore: l'arciere Freccia Verde, alias l'ex miliardario Oliver Queen. I due divennero una coppia, nella vita come nell'avventura. Quando Roy Harper, pupillo del suo compagno, cadde nel baratro della tossicodipendenza (mentre Oliver aveva intrapreso un viaggio on the road per l'America assieme ad Hal Jordan) Dinah lo aiutò ad uscirne, guadagnandosi l'affetto e la riconoscenza del ragazzo. La battaglia contro Aquarius inoltre aveva donato a Dinah un grido ultrasonico (il "canary-cry").
Alcuni anni dopo verrà rivelato che in realtà Black Canary è Dinah Laurel Lance, figlia di Larry e Dinah. Maledetta alla nascita dal criminale noto come Wizard, a causa del suo potente urlo sonico venne messa in animazione sospesa dalla Justice Society e il suo ricordo cancellato. Quando anni dopo Dinah Drake stava morendo per via delle radiazioni ricevute durante la battaglia contro Aquarius, fece trasferire le sue memorie nel corpo della figlia ormai adulta, che divenne così la nuova Black Canary.

### Dinah Laurel Lance
In seguito alla Crisi sulle Terre infinite la storia di Laurel venne cambiata: in questa versione è sempre la figlia di Dinah e di Larry Lance, con la differenza che il suo urlo sonico è un potere genetico. Laurel crebbe idolatrando sua madre e i suoi amici eroi; una volta cresciuta prese il costume di sua madre da ragazza e lo modificò per diventare a sua volta un'eroina mascherata. Allenata da numerosi maestri per affinare le sue capacità di combattimento (tra cui l'ex compagno di squadra di sua madre, Ted Grant alias Wildcat) Laurel divenne eccezionale nelle arti marziali e nel combattimento corpo a corpo.
Inizialmente anche Black Canary II, indossava una parrucca bionda. Proprio come la madre, si unì ai migliori eroi della sua generazione, formando la Justice League of America, accanto ad eroi come Aquaman, Flash, Lanterna Verde e Martian Manhunter. Anche in questa versione si innamorò di Freccia Verde, più grande di lei di alcuni anni. Inoltre sua madre Dinah morirà di cancro dovuto alle radiazioni ricevute durante la battaglia contro Aquarius.
Con Ollie Dinah si trasferì a Seattle dove, seguendo ancora una volta l'esempio della madre, aprirono un negozio di fiori, lo Sherwood Florist. Il trasferimento a Seattle doveva essere l'inizio di una nuova vita per Dinah, ma invece cominciò un periodo veramente sfortunato per lei: rapita mentre indagava su un traffico di droga, Black Canary venne torturata, subendo danni agli organi interni e alle corde vocali, lasciandola incapace di avere figli e privandola del suo urlo sonoro.
Oltre a ciò, i continui tradimenti di Oliver con varie donne portarono alla rottura del loro rapporto. Dinah continuò la sua carriera di eroina da sola o come membro della League. In seguito venne a sapere della morte di Oliver nei cieli di Metropolis, e che lui aveva un figlio di cui nessuno era a conoscenza: Connor Hawke. Sebbene avesse instaurato con Connor una bella amicizia come quella che aveva con Roy, l'aver saputo che Ollie aveva avuto un figlio è stata per lei una scoperta dolorosa.
In seguito, al fianco dell'amica Barbara Gordon (ex Batgirl e ora nota come Oracolo) fondò un gruppo di supereroine vigilantes chiamato Birds of Prey, dedite a missioni di spionaggio, salvataggio e anti-terrorismo. Proprio durante una di queste ultime, Dinah ebbe a che fare con l'eco terrorista Ra's al Ghul; ferita, venne immersa da questi nel Pozzo di Lazzaro (Lazarus Pit) che guarì le sue precedenti ferite, ridonandole la capacità di procreare e ripristinò persino il suo urlo ultrasonico.
Poco tempo dopo Freccia Verde venne resuscitato da Hal Jordan (divenuto nel frattempo Parallax) e lui e Dinah tornarono a fare coppia: Oliver le chiese addirittura di sposarsi, cosa che Dinah accettò di fare, ma durò poco: il criminale Prometeus e il suo complice Electrocutioner organizzano un piano terrificante: causano un terremoto nel centro di Star City che fa numerose vittime, tra cui la piccola Lian, figlia di Roy Harper e praticamente una nipote per Ollie. Inoltre Prometeus s'infiltra nella base della JLA e amputa il braccio destro a Roy. Quando Freccia Verde lo trova, anziché consegnarlo alle autorità lo uccide infilzandolo con una freccia.
Dopo essersi costituito per l'omicidio di Prometheus, Dinah lo visita in carcere e resasi conto che lui vuole essere lasciato da solo, si toglie la fede nuziale, lasciandola con lui, e non assiste al suo processo. Come scoperto al funerale di Sue Dibny (vedi Crisi d'identità) Dinah prese parte, assieme ad Oliver, Hal e altri leaguer come Hawkman, Zatanna, Atomo (Ray Palmer) e Flash (Barry Allen), alla alterazione della mente di alcuni supercriminali allo scopo di preservare l'identità segreta di molti supereroi.
Oggi Dinah, dopo gli eventi di Crisi infinita è stata ammessa nella nuova formazione della Justice League, al fianco di eroi come Superman, Batman, Wonder Woman, Hal Jordan, Hawkgirl, Roy Harper, Vixen, Red Tornado e Fulmine Nero.

## Poteri e abilità
La prima Black Canary (Dinah Drake Lance), era un abile combattente nel corpo a corpo e nell'uso di armi bianche. Era un'ottima stratega, un'esperta di spionaggio, una esperta leader. Drake era anche una eccezionale detective, sebbene le sue competenze in questo campo non fossero all'altezza di esperti come Batman o Question. Drake aveva come potere, la capacità di emettere dalla bocca onde sonore potentissime.
Black Canary (Dinah Laurel Lance) è una tale esperta di combattimento corpo a corpo da tenere a testa a personaggi esperte nel combattimento, come Batwoman e Lady Shiva. Laurel è riuscita a mettere in difficoltà persino Green Arrow, Nightwing e Batman.
Addestrata come una vera e propria arma vivente, Black Canary II padroneggia fin da bambina alla perfezione arti marziali quali il karate shotokan, il Wing Chun, la savate e vari tipi di kung fu. Venne addestrata anche dal grande maestro Wildcat, divenendo una delle donne più pericolose del pianeta. Le sue capacità fisiche (forza, agilità, velocità, resistenza, ecc.) sono all'apice del potenziale umano ed è dotata di un'incredibile resistenza al dolore.
Come la madre, anche se di inferiore potenza, Black Canary II ha la capacità di emettere dalla bocca onde sonore così acute dai infliggere gravi danni agli avversari, facendogli persino perdere i sensi. I suoi poteri le permettono di levitare, emettendo onde sonore verso il suolo, con cui può spostarsi. Dinah ha un controllo quasi perfetto sulla sua voce, che può esercitare in diversi modi, infatti è un abile cantante e suonatrice di armonica.

## Altri media

### Serie animate
In versione animata debutta Black Canary II (Dinah Laurel Lance) nella serie Justice League dove stringe una relazione con Freccia Verde. Appare la stessa Laurel anche nella serie Young Justice come allenatrice della squadra nella lotta corpo a corpo.

### Serie televisive
Dinah Laurel Lance appare anche nell'adattamento televisivo di Birds of Prey interpretata da Rachel Skarsten, ed in alcuni episodi della serie Smallville interpretata da Alaina Huffman.

#### Arrowverse
Nella serie televisiva Arrow il personaggio di Black Canary è l'alter ego di due persone: le sorelle Laurel e Sara Lance, interpretate rispettivamente da Katie Cassidy e Caity Lotz, il personaggio di Sara è interpretato nell'episodio pilota dall'attrice Jacqueline MacInnes Wood. Laurel, un tempo fidanzata di Oliver Queen, subisce un trauma quando scopre che sia Oliver sia Sara sono dati per dispersi durante il naufragio della Queen's Gambit, venendo così a conoscenza della loro relazione clandestina, un tradimento da parte di entrambi. Decide allora di dedicare anima e corpo allo studio, diventando ben presto un ottimo avvocato. Durante la seconda stagione, dopo 6 anni dalla sua presunta morte, Sara fa ritorno a Starling City. Si scoprirà che, durante la sua scomparsa, è entrata a far parte della Lega degli Assassini, ed è stata addestrata da Ra's al Ghul e sua figlia Nyssa, con la quale ha avuto una relazione, venendo così ribattezzata con il nome di Ta-er al-Sahfer (Canary). All'inizio della terza stagione Sara viene uccisa. La morte della ragazza distrugge emotivamente Laurel che decide che la giustizia dentro il tribunale non le basta più e quindi con l'aiuto di Ted Grant, un ex vigilante di Starling City, decide di allenarsi affinché un giorno possa seguire le orme della sorella per diventare la nuova Canary. Ultimato l'addestramento, Laurel indossa il costume della sorella con l'alias di Black Canary. Anche Nyssa contribuisce all'addestramento di Laurel ed infine la ragazza entra a far parte nel team di Oliver. Nella quarta stagione di Arrow, Sara resuscita grazie alle acque miracolose del Pozzo di Lazzaro. Nella serie televisiva Legends of Tomorrow, Sara assume l'identità di White Canary, mentre Laurel muore, sempre nella quarta stagione della serie madre, per mano di Damien Dahrk.

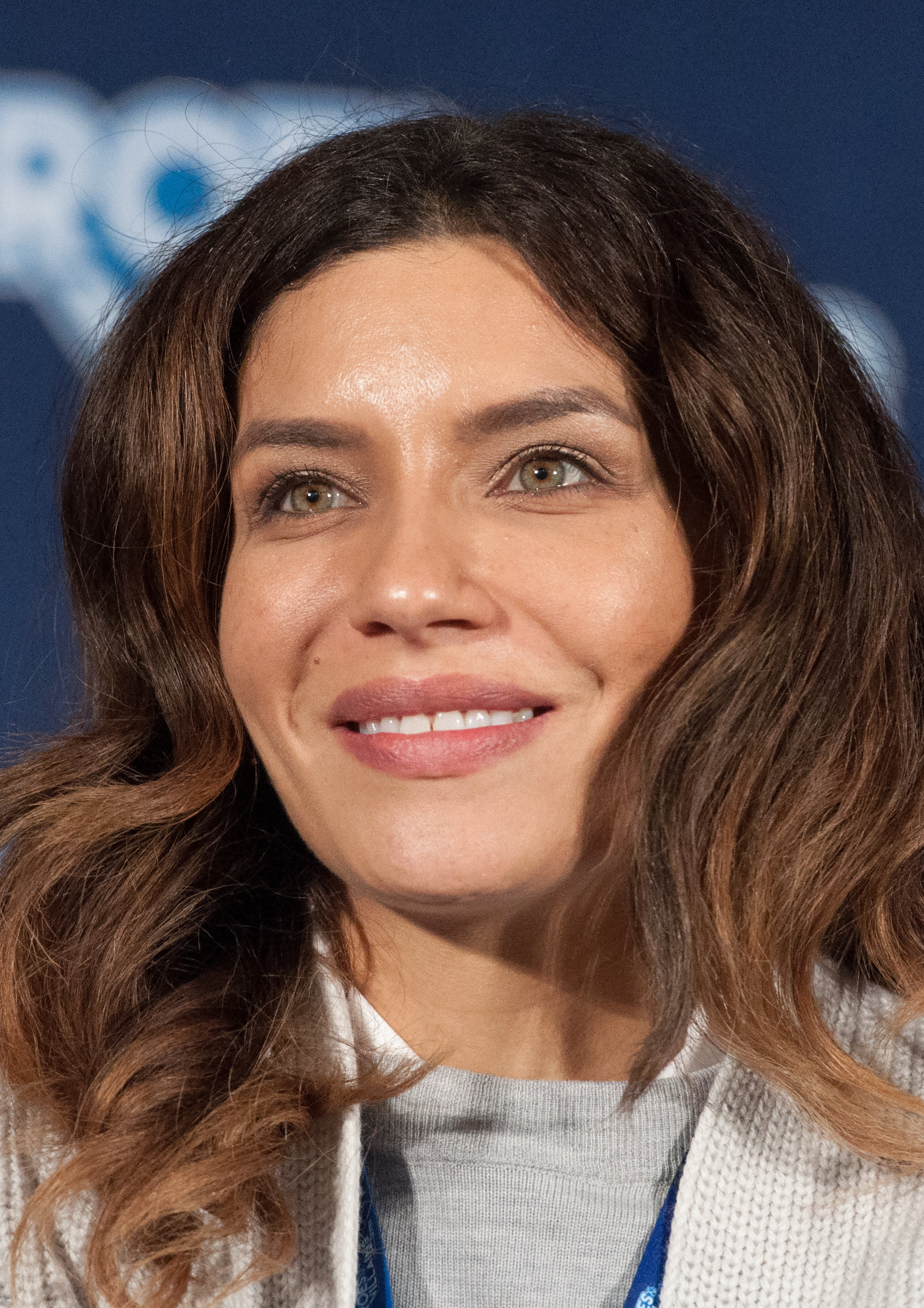
Juliana Harkavy interpreta Dinah Drake.

Dopo la morte di Laurel l'identità di Black Canary viene assunta temporaneamente da Evelyn Sharp, una giovane adolescente i cui genitori sono stati uccisi dall'H.I.V.E. La ragazza infatti riesce a rubare il dispositivo sonico di Laurel che si trovava fra gli effetti personali in ospedale ed a tararlo sulle sue corde vocali (successivamente, nel corso della quinta stagione di Arrow, diventerà la vigilante Artemis). In The Flash si scopre che la doppelgänger di Terra-2 di Laurel è una criminale metaumana chiamata Black Siren.
Nella quinta stagione, Dinah Drake (interpretata da Juliana Harkavy), una metaumana con la stessa abilità di Black Siren, viene scelta dal Team Arrow come erede di Black Canary.
Nella quarta stagione di The Flash, si scopre che la doppelgänger di Terra-X di Laurel è una metaumana, fedele al regime nazista, chiamata Siren-X.
Nella serie animata Vixen, Laurel Lance è presente nella seconda stagione doppiata da Katie Cassidy.
Nel corso della settima stagione di Arrow, completato il suo percorso di redenzione Laurel abbandona l'identità di Black Siren, e dopo aver ottenuto lo stesso costume della defunta Laurel, accettando così l'identità di Black Canary, fa ritorno su Terra-2.
Sempre nella settima stagione di Arrow, nella linea temporale futura, Zoe Ramirez, figlia di Rene, si unisce alle Canary, un gruppo di vigilanti donne guidato da Dinah. I membri del gruppo indossano degli abiti neri in pelle, una maschera ed una spilla che raffigura un canarino; nel gruppo opera anche Laurel tornata da Terra-2.

### Cinema

Black Canary interpretata da Jurnee Smollett-Bell nel film Birds of Prey e la fantasmagorica rinascita di Harley Quinn

In Birds of Prey e la fantasmagorica rinascita di Harley Quinn, film in uscita nel 2020 facente parte del DC Extended Universe, Jurnee Smollett-Bell interpreta Black Canary.

### Videogiochi
Dinah Laurel Lance è un personaggio giocabile nel videogioco Injustice 2.

## Personaggi collegati
Fu d'ispirazione ad Alan Moore per creare uno dei protagonisti della sua opera di maggior successo, Watchmen, Spettro di Seta: infatti anche questo personaggio è un alias tramandato da madre in figlia.